# Rogeria cornuta
Rogeria cornuta é uma espécie de formiga do gênero Rogeria, pertencente à subfamília Myrmicinae.